# Benjamin Ursinus (Mathematiker)
Benjamin Ursinus (eigentlich Benjamin Behr; latinisiert Ursinus; * 15. Juli 1587 in Sprottau, Fürstentum Glogau; † 27. September 1633 in Frankfurt an der Oder) war ein deutscher Mathematiker und Astronom.

## Leben
Benjamin Ursinus war Hofmeister (Privatlehrer) in Prag und danach Gymnasiallehrer am Gymnasium der Unität der Böhmischen Brüder in Sobieslau und in Beuthen (1614). Er war in Kontakt mit Johannes Kepler, den er bei der Berechnung der Rudolfinischen Tafeln unterstützte und mit dem er auch später befreundet war. Ab 1615 war er am Joachimsthalschen Gymnasium in Berlin und ab 1630 Mathematikprofessor an der Universität in Frankfurt an der Oder.
1618 gab er Logarithmentafeln von John Napier heraus, gedruckt in Cölln an der Spree, mit um zwei Stellen gekürzten Zahlen und nach Napiers Ausgabe von 1614. Eine verbesserte, selbst berechnete Tafel mit um eine Stelle höherer Genauigkeit gab er 1624 heraus. 1623 veröffentlichte er eine deutsche Ausgabe der Rhabdologia von Napier, der seine Rechenstäbchen beschrieb, was den Zeitgenossen von Ursinus Wilhelm Schickard bei dessen Rechenmaschine beeinflusste (möglicherweise über Ursinus).